# Edmund Adamkiewicz
Edmund Adamkiewicz est un footballeur international allemand né le 21 avril 1920 à Hambourg et mort le 4 avril 1991. Il jouait au poste d'attaquant.

## Biographie
Edmund Adamkiewicz reçoit deux sélections en équipe d'Allemagne. Il joue son premier match le 1er novembre 1942, en amical contre la Croatie (victoire 5-1 à Stuttgart). Il dispute son second match le 22 novembre 1942, contre la Slovaquie. Il inscrit un but lors de ce match, pour une victoire 2-5 à Bratislava.
Avec le club du Hambourg SV, il inscrit 22 buts en championnat lors de la saison 1949-1950, puis 26 buts lors de la saison 1950-1951.